# Coloconger meadi
Coloconger meadi is een straalvinnige vissensoort uit de familie van colocongers (Colocongridae). De wetenschappelijke naam van de soort is voor het eerst geldig gepubliceerd in 1957 door Kanazawa.